# Centromerus pasquinii
Centromerus pasquinii är en spindelart som beskrevs av Brignoli 1971. Centromerus pasquinii ingår i släktet Centromerus och familjen täckvävarspindlar.
Artens utbredningsområde är Italien. Inga underarter finns listade i Catalogue of Life.